# Eastern Range
De Eastern Range (ER) is een Amerikaans commando van de United States Space Force die raketwapen- en raketlanceringen ondersteunt vanaf de twee belangrijkste lanceerplatformen (Spaceport) aan de oostkust, Cape Canaveral Space Force Station en het Kennedy Space Center (KSC), beide aan de Space Coast in Florida. De Eastern Range heeft ook Ariane-lanceringen vanaf het Centre Spatial Guyanais ondersteund, evenals lanceringen vanaf de Wallops Flight Facility en andere ranges. De Eastern Range maakt ook gebruik van instrumentatie die worden beheerd door NASA bij Wallops en Kennedy Space Center.
De Eastern Range ondersteunt lanceringen tussen 37° en 114° azimut. Het hoofdkwartier van de reeks is nu Space Launch Delta 45 op de Patrick Space Force Base. Waar Eastern Range in 2016 nog maar 23 lanceringen op jaarbasis superviseerde, ging het in 2023 al om 72 lanceringen.
Het bereik begint bij de lanceerplatforms op Cape Canaveral Space Force Station en Kennedy Space Center en strekt zich oostwaarts uit over de Atlantische Oceaan tot 90° oosterlengte in de Indische Oceaan, waar commando overgaat in de Western Range.
Het assortiment bestaat uit een keten van trackingsites aan wal en op zee. In januari 1960 omvatte de Eastern Range 13 grote stations, ongeveer 91 afgelegen locaties, een vloot van schepen en drie maritieme ondersteuningsstations. Een groot deel van de tracking op zee en veel van de stations op het land zijn vervangen door tracking vanuit de ruimte, waaronder het huidige Tracking and Data Relay Satellite System (TDRSS) maar Eastern Range blijft beschikken over grondstations verspreid over de aarde, veelal bij Amerikaanse of met de Britse luchtmacht gedeelde vliegbasissen.

## Geschiedenis
De geschiedenis van de Eastern Range begon op 18 oktober 1940, met de activering van het Banana River Naval Air Station dat tijdens de Tweede Wereldoorlog onderzeebootpatrouillevliegtuigen ondersteunde. Lanceringen van buitgemaakte Duitse V-2-raketten waren al aan de gang sinds het einde van de Tweede Wereldoorlog op White Sands Proving Grounds in New Mexico, maar het werd duidelijk dat een veel groter bereik weg van dichtbevolkte gebieden nodig zou zijn. De Joint Research and Development Board richtte in oktober 1946 het Committee on the Long Range Proving Ground op om locaties voor een dergelijk bereik te bestuderen, met drie potentiële locaties in opkomst: langs de noordkust van de staat Washington met een bereik langs de Aleoeten; El Centro, Californië, met een verspreidingsgebied langs het schiereiland Baja California; en Banana River Naval Air Station met een lanceerbasis op Cape Canaveral en een bereik boven de Bahama's en in de Atlantische Oceaan. De site in Washington viel snel weg vanwege de problemen bij koud weer en afgelegen ligging. De geprefereerde El Centro-site moest worden verlaten nadat een eigenzinnige V-2-raket van White Sands neerstortte op een begraafplaats in Juarez, Mexico, wat ertoe leidde dat de toenmalige Mexicaanse president Miguel Alemán Valdés weigerde raketten over Baja te laten vliegen. De U.S. Navy droeg het Banana River Naval Air Station op 1 september 1948 over aan de U.S. Air Force in stand-by status. Op 11 mei 1949 ondertekende president Truman de wetgeving waarmee de Joint Long Range Proving Ground Base werd opgericht, in 1950 omgedoopt tot Patrick Air Force Base. De Joint Long Range Proving Ground werd de Florida Missile Test Range, vervolgens de Atlantic Missile Range en vanaf 1964 de Eastern Test Range.